# Hanjuku Hero
Hanjuku Hero (半熟英雄?) è un videogioco strategico in tempo reale sviluppato e pubblicato nel 1988 da Square per Famicom. Il gioco è stato distribuito per Nintendo 3DS, Wii e Wii U tramite Virtual Console.